# Ange-Félix Patassé
Ange Félix Patassé (Paoua, 25 de janeiro de 1937 – Duala, 5 de abril de 2011) foi um político centro-africano. Foi presidente da República Centro-Africana, de 1993 até 2003.